# Fenton Township (Iowa)
Fenton Township est un township du comté de Kossuth en Iowa, aux États-Unis,.
Il est fondé en 1873.

## Source de la traduction
- (en) Cet article est partiellement ou en totalité issu de l’article de Wikipédia en anglais intitulé « Fenton Township, Kossuth County, Iowa » (voir la liste des auteurs).